# Band of Gypsys
Band of Gypsys je uživo album istoimenog blues rock sastava na čelu s Jimiem Hendrixom. Album je 25. ožujka 1970. godine objavljen u Velikoj Britaniji, a 12. lipnja 1970. u Sjedinjenim Državama.

## O albumu

### Povijest
Sastav Band of Gypsys nastao je nakon raspada Experiencea, činili su ga Jimi Hendrix (električna gitara), Billy Cox (bas-gitara) i Buddy Miles(bubnjevi). Cox se s Hendrixom upoznao dok su zajedno bili u vojsci te je s njim nastupio na Woodstocku. Sastav je vrlo kratko trajao. Nakon vrlo lošeg nastupa u Madison Square Gardenu održanog 28. siječnja 1970. godine, gdje je Hendrix vrijeđao žene u publici, odsvirane samo dvije pjesme te nakon toga otišao s pozornice, Band of Gypsys je prestao s djelovanjem.
Sastav je snimio jedan singl "Stepping Stone" (B-strana "Izabella") za Reprise Records, ali je vrlo brzo po objavljivanju povučen s tržišta. Oni su također snimili i nešto studijskog materijala te nekoliko gotovih pjesama koje su objavljene na studijskoj kompilaciji First Rays of the New Rising Sun 1997. godine. Svoj prvi nastup imali su na Fillmore Eastu prilikom dočeka Nove 1969. godine kada su u dvije noći četiri puta nastupili.
Materijal za uživo album nastao je tijekom dvije odvojene večeri, 31. prosinca 1969. i 1. siječnja 1970., na the Fillmore Eastu. Producent je bio Hendrix, a album je zauzeo #5 u Sjedinjenim Državama i #6 u Velikoj Britaniji. Objavljen je 1970. godine samo tri mjeseca prije Hendrixove smrti. To je bio njegov posljednji autorski album i jedini kojeg je objavila izdavačka kuća Capitol Records za američko tržište. Hendrix je već u ožujku 1969. godine govorio da će se album zvati Band of Gypsys, a iste godine na Woodstocku gdje su nastupili pod imenom Gypsy Sun and Rainbows, rekao je kako je to samo alternativno ime za sastav. Koncert na Fillmoreu sastojao se uglavnom od novih pjesma, jer se novi LP radi nedavne presude u ugovornom djelu morao sastojati od izvornog materijala. Nastup je također iz dva različita kuta sniman novom portabl Sony Portapak B&W video kamerom.
U nekim zemljama gdje je album bio na tržištu, uključujući i Veliku Britaniju, album je objavljen s naslovnicom na kojoj je bila fotografija s lutkama u obliku Hendrixa, Briana Jonesa, Boba Dylana i britanskog DJ-a Johna Peela.
Skladba "We Gotta Live Together" u stvarnosti duplo duže traje nego što se može čuti na albumu, a u cijelosti je snimljena na albumu Live at the Fillmore East. U zahtjevna dva dana i četiri nastupa, sastav je odsvirao sve najveće uspješnice Experiencea poput "Wild Thing", "Hey Joe", "Purple Haze", "Voodoo Child (Slight Return)", "Foxy Lady", "Fire", "Stone Free" i druge. "Foxy Lady" kasnije se našla na japansko/njemačkom izdanju, a  "Wild Thing," "Voodoo Child (Slight Return)" i "Stone Free" mogu se čuti na albumu Live at the Fillmore East.
Dokumentarni film o koncertu pod nazivom Band of Gypsys: Live at the Filmore East objavljen je na DVD-u 1999. godine. Sadržaj se fokusira na album i Hendixov nastup na Fillmore Eastu te originalne snimke posjetitelja i intervjua ljudi koji su bili uključeni u Hendixov život.

## Pjesme odsvirane na koncertu
Album sadrži pjesme koje su snimljene na posljednja dva nastupa održanog 1. siječnja 1970. Slijedi popis svih pjesama izvedenih tijekom dvije noći i četiri nastupa.
* pokazuje koja je pjesma snimljena na album Band of Gypsys, 1970. godine

~ pokazuje koja je pjesma snimljena na reizdanju album Band of Gypsys, 1991. godine (Polydor)

+ pokazuje koja je pjesma snimljena na CD album Live At The Fillmore East, 1999. godine
- Srijeda 31. prosinac 1969. (prvi Fillmore East nastup)

1. "Power Of Soul"
2. "Lover Man"
3. "Hear My Train A-Comin'" ~ +
4. "Them Changes" +
5. "Izabella" +
6. "Machine Gun"
7. "Stop"
8. "Ezy Ryder"
9. "Bleeding Heart"
10. "Earth Blues"
11. "Burning Desire"

- Srijeda 31. prosinac 1969. (drugi Fillmore East nastup)

1. "Auld Lang Syne" +
2. "Who Knows" +
3. "Stepping Stone"
4. "Burning Desire"
5. "Fire"
6. "Ezy Ryder"
7. "Machine Gun" +
8. "Power Of Soul"
9. "Stone Free/Nutcracker Suite/Drum Solo/Outside Woman Blues/Cherokee Mist/Sunshine Of Your Love"
10. "Them Changes"
11. "Message Of Love"
12. "Stop"
13. "Foxy Lady"
14. "Voodoo Child (Slight Return)"
15. "Purple Haze"

- Četvrtak 1. siječnja 1970. (treće Fillmore East nastup)

1. "Who Knows" *
2. "Machine Gun *
3. "Them Changes"
4. "Power of Soul" +
5. "Stepping Stone" +
6. "Foxy Lady" ~
7. "Stop" ~ +
8. "Hear My Train A-Comin"
9. "Earth Blues"
10. "Burning Desire" +

- Četvrtak 1. siječnja 1970. (četvrti Fillmore East nastup)

1. "Stone Free/Little Drummer Boy" +
2. "Them Changes" *
3. "Power of Soul" *
4. "Message Of Love" *
5. "Earth Blues" +
6. "Machine Gun" +
7. "Voodoo Child (Slight Return)" +
8. "We Gotta Live Together" * +
9. "Wild Thing" +
10. "Hey Joe"
11. "Purple Haze"

## Popis pjesama
Sve pjesme napisao je Jimi Hendrix, osim gdje je drugačije naznačeno. Nazivi pjesama od 3 do 5 na pogrešan su način navedeni što se često može vidjeti na različitim LP i CD izdanjima. One bi se trebale zvati "Them Changes", "Power of Soul" i "Message of Love", što se može čuti na ranijim Hendrixovim najavama pjesama i pročitati na popisu pjesma albuma Live at the Fillmore East.
| Br. | Skladba                                  | Autor | Trajanje |
| --- | ---------------------------------------- | ----- | -------- |
| 1.  | »Who Knows«                              |       | 9:32     |
| 2.  | »Machine Gun«                            |       | 12:36    |
| 3.  | »Changes« ("Them Changes") (Buddy Miles) |       | 5:10     |
| 4.  | »Power to Love« ("Power of Soul")        |       | 6:53     |
| 5.  | »Message of Love«                        |       | 5:22     |
| 6.  | »We Gotta Live Together« (Buddy Miles)   |       | 5:46     |

| 7. | »Hear My Train A-Comin'« (First set) |  | 9:02 |
| 8. | »Foxy Lady« (Third set)              |  | 6:33 |
| 9. | »Stop« (Third set) (Howard Tate)     |  | 4:47 |

## Izvođači
- Jimi Hendrix – električna gitara, vokal
- Billy Cox – bas-gitara, prateći vokali
- Buddy Miles – Bubnjevi, vokal

### Produkcija
- Jimi Hendrix (Heaven Research) – producent
- Wally Heider – glazbeni tehničar (uživo snimanje)
- Eddie Kramer – tehničar studijskog miksanja, mastering, remastering, remiks
- Jan Blom – fotografija omota albuma
- Joseph Sia – fotograf
- Victor Kahn - dizajn omota albuma
- Robert Herman – fotograf
- George Marino – remastering
- John McDermott – zabilješke (kasnije na reizdanju)

## Vanjske poveznice
Band of Gypsys u internetskoj bazi filmova IMDb-a
- Kompletan popis pjesama izvedeni od sastava Band of Gypsys